# Pseudosystenocentrus foveolatus
Pseudosystenocentrus foveolatus is een hooiwagen uit de familie Sclerosomatidae.